# Saint-Pardoux-le-Vieux
Saint-Pardoux-le-Vieux település Franciaországban, Corrèze megyében. Lakosainak száma 293 fő (2022. január 1.). Saint-Pardoux-le-Vieux Chaveroche, Lignareix, Saint-Germain-Lavolps, Saint-Rémy és Ussel községekkel határos.

## Népesség
A település népessége az elmúlt években az alábbi módon változott:
| Lakosok száma | 229  | 218  | 185  | 280  | 288  | 300  | 297  | 295  | 294  | 293  |
|               | 1968 | 1982 | 1990 | 2006 | 2013 | 2015 | 2017 | 2019 | 2020 | 2022 |